# Piet Weemers
Petrus Johannes ("Piet") Weemers (Eindhoven, 9 april 1946) is een Nederlands voormalig hockeyer.

## Biografie
Weemers kwam 46 maal uit voor de Nederlandse hockeyploeg en hij maakte deel uit van de selecties die deelnamen aan de Olympische Spelen van 1968 en de Olympische Spelen van 1972. Ook nam hij deel met Oranje aan de allereerste editie van het Wereldkampioenschap hockey in 1971. Zijn laatste interland speelde Weemers in 1973. In de Nederlandse hockeycompetitie kwam de middenvelder uit voor HTCC, een voorloper van het huidige HC Eindhoven. In 1971 werd hij landskampioen met zijn club. In Eindhoven is hij verder ook sportdocent geweest.
Joost Boks · 
Aart Brederode · 
Edo Buma · 
Sebo Ebbens · 
John Elffers · 
Jan Piet Fokker · 
Otto ter Haar · 
Gerard Hijlkema · 
Arie de Keyzer · 
Ewald Kist · 
Tippy de Lanoy Meijer · 
Frans Spits · 
Heiko van Staveren · 
Theo Terlingen · 
Kik Thole · 
Theo van Vroonhoven · 
Piet Weemers ·
Coach: Piet Bromberg
André Bolhuis · 
Jan Willem Buij · 
Marinus Dijkerman · 
Thijs Kaanders · 
Coen Kranenberg · 
Ties Kruize · 
Wouter Leefers · 
Flip van Lidth de Jeude · 
Paul Litjens · 
Irving van Nes · 
Maarten Sikking · 
Frans Spits · 
Nico Spits · 
Bart Taminiau · 
Kik Thole · 
Piet Weemers · 
Jeroen Zweerts ·
Coach: Ab van Grimbergen